# Медвеж'єгорський оздоровчий табір
Медвеж'єгорський оздоровчий табір (рос. МЕДВЕЖЬЕГОРСКИЙ ОЗДОРОВИТЕЛЬНЫЙ ЛАГЕРЬ, Медвежьегорлаг, Медвежьегорский ИТЛ, Медвежьегорский инвалидный ИТЛ) — підрозділ системи виправно-трудових установ ГУЛАГ.

## Історія
В жовтні 1946 року за наказом МВС в Медвеж'єгорську був організований
оздоровчий виправно-трудовий табір МВС СРСР. Він розміщувався в приміщеннях, звільнених «контингентом» Біломорбуду, який був переміщений на інші будівництва. З листопада «оздоровчий табір» разом з Ольховським, Чистюньзьким, Солікамським став називатися «інвалідним». В цих таборах, а також в табірних відділеннях деяких інших таборів утримувались непрацездатні з/к. Тим не менш, ув'язнені виконували наступні види робіт:
- с/г (тваринництво),
- обслуговування пошивочних, шевських та інших майстерень,
- контрагентські роботи.

Чисельність з/к: 01.01.47 — 3958, на жовтень 1947 — 4716.
Наказом від 29.08.47 Медвеж'єгорський ВТТ був розформований, а потім переданий до складув УВТТК МВС Карело-Фінської РСР (08.01.48).